# ادوارد دوم
ادوارد دوم (به انگلیسی: Edward II) (زادهٔ ۲۵ آوریل ۱۲۸۴ – درگذشتهٔ سپتامبر ۱۳۲۷) ملقب به ادوارد کِرنارْوِن (به انگلیسی: Edward of Caernarvon)، نخستین شاهزادهٔ ولز و انگلستان از سال ۱۳۰۷ تا ۱۳۲۷ میلادی بود. او با اسکاتلند وارد جنگ شد و به آنجا لشکرکشی کرد اما در سال ۱۳۱۴ و طی نبرد بنوک‌بورن از رابرت بروس، پادشاه اسکاتلند شکست خورد. ادوارد دوم در عین‌حال پادشاهی ضعیف بود که ناامیدی بارون‌های انگلیسی را باعث گردید. در سال ۱۳۲۷ پسرش ادوارد سوم جانشین او شد. ادوارد دوم کمی بعد در همان سال در قلعه برکلی درگذشت اما به نظر برخی وی درآنجا با خشونت به قتل رسید.

## پادشاهی و درگیری با بارون‌ها
ادوارد دوم، چهارمین فرزند ادوارد یکم از همسر اسپانیایی‌اش اِلِنور کَستیل بود. ادوارد یکم در ۷ ژوئیه ۱۳۰۷ درگذشت و ادوارد دوم جانشین او شد. او همجنسگرا بود و پس از برتخت نشستنش اقدام به واگذاری بیشتر مقام‌های بالا به مخالفان برجستهٔ پدرش کرد؛ سپس با اعطای مقام ارل کُرنوال به سوگلی محبوب (و عاشق احتمالی‌اش) پیرس گِیوستون، نفرت بارون‌ها را نسبت به خود برانگیخت. ادوارد دوم در ۱۳۰۸ با ایزابلا، دختر فیلیپ چهارم، پادشاه فرانسه، ازدواج کرد.
در ۱۳۱۱ کمیته‌ای بارونی متشکل از ۲۱ نفر از بارون‌ها، پیش‌نویس سندی معروف به «احکام» را ارائه کردند و در آن خواستار تبعید گیوستون و محدودیت قدرت پادشاه در امور مالی و انتصابات شدند. ادوارد چنین وانمود کرد که به درخواست آنان گردن نهاده‌است و گیوستون را به خارج از کشور فرستاد، اما چندی نگذشت که به او اجازهٔ بازگشت داد. این موضوع خشم بارون‌ها را برانگیخت و به تلافی، گیوستون را هنگام بازگشت دستگیر نموده و در ژوئن ۱۳۱۲ اعدام کردند. سال بعد ادوارد به خونخواهی گیوستون برخاست و حکم به لغو «احکام» داد.

## جنگ با اسکاتلند و شکست انگلستان
در ۱۳۰۶ رابرت بروس به پادشاهی اسکاتلند رسید و علیه سلطهٔ انگلیسی‌ها به پا خاست. با این حال از نیروهای شاه ادوارد یکم شکست خورد و مجبور به فرار به ایرلند شد. پس از مرگ ادوارد یکم او به اسکاتلند بازگشت و بار دیگر برای استقلال اسکاتلند علیه انگلیسی‌ها وارد پیکار شد.
ادوارد دوم در ۱۳۱۴ به سوی اسکاتلند لشکر کشید اما طی نبرد بنکبرن (به انگلیسی: Battle of Bannockburn) که در مکانی به همین نام روی داد در ۲۴ ژوئن همان سال به سختی از رابرت بروس شکست خورد و مجبور به بازگشت به انگلستان شد. با این شکست، اسکاتلند عملاً استقلال خود را به‌دست‌آورد و ادوارد دوم پس از بازگشت در مقابل هیأتی بارونی به سرکردگی عموزاده‌اش تامس لانکاستر قرار گرفت. لانکاستر که نقش مؤثری در تبعید و اعدام پیرس گیوستون و اجرای سند «احکام» داشت در ۱۳۱۵ عملاً به گردانندهٔ اصلی قدرت در انگلستان بدل شده بود. اما او سرانجام نشان داد که فردی بی‌کفایت و جاه‌طلب است که تنها به منافع خود می‌اندیشد. بدین ترتیب در ۱۳۱۸ گروهی از بارون‌های میانه‌رو به رهبری آیمر دو والنس، ارل پمبروک به میانجی‌گری بین لانکاستر و شاه ادوارد پرداختند.

## روی کار آمدن دسپنسرها
بارون هیو دسپنسر معروف به هیوی پدر مشاور ارشد شاه ادوارد یکم بود و از معدود کسانی بود که در ۱۳۰۸ از پیرس گیوستون حمایت کرد. دسپنسر پس از مرگ گیوستون در ۱۳۱۲ مشاور ارشد ادوارد دوم شد اما تامس لانکاستر در فوریهٔ ۱۳۱۵ توانست حکم اخراج او از دربار و از شورای بارونی را بگیرد. با این حال هیوی پدر توانست پسرش هیوی جوان را که پیشتر در دوران شاهزادگی ادوارد در ویلز در ملازمت او بود را وارد دربار کند و ادوارد او را در ۱۳۱۸ به مقام پیشکاری خود منصوب نمود.
چندی نگذشت که هیوی پدر و هیوی پسر جزو خاصگان پادشاه درآمدند و این موضوع باعث بروز درگیری مجدد بین ادوارد و لانکاستر شد. در عین حال دسپنسرها مورد نفرت دیگر بارون‌ها نیز قرار داشتند زیرا ثروت عظیمی در دستان آنها قرار گرفته بود و گستاخی و یغماگری دسپنسر جوان نیز قابل تحمل نبود. همین موضوع سبب شد تا دسپنسرها به هنگام ورود به پارلمان در ۱۳۲۱ مورد حمله قرار گیرند و ادوارد با اجبارِ بارون‌ها حکم به ضبط اموال و تبعید آنها دهد. دسپنسر پدر به خارج از کشور رفت اما دسپنسر جوان در سینک پورتس مستقر و مشغول دزدی دریایی شد.
اما دیری نپایید که ادوارد به انتقام دسپنسرها وارد جنگ با بارون‌های مخالف شد و توانست آنها را در مارس ۱۳۲۲ در نبرد بروبریج در منطقه‌ای به همین نام در یورکشایر شکست دهد. تامس لانکاستر دستگیر و کمی بعد اعدام شد. با فروپاشی اتحاد بارون‌های مخالف و مرگ لانکاستر، دسپنسرها بار دیگر به قدرت بازگشتند و عنوان اِرلِ وینچستر به هیو دسپنسر پدر داده شد. هیو دسپنسر پسر نیز به توسعه و افزایش اهمیت دفتر پیشکاری خود پرداخت و درآمدهای حاصل از برخی زمین‌ها را از خزانهٔ سلطنتی به دفتر خود منتقل کرد. او سپس برای خود مهری مخصوص ساخت و درآمدهایی خصوصی را برای پادشاه ایجاد نمود.

## حمله ملکه ایزابلا و راجر مورتیمر به انگلستان

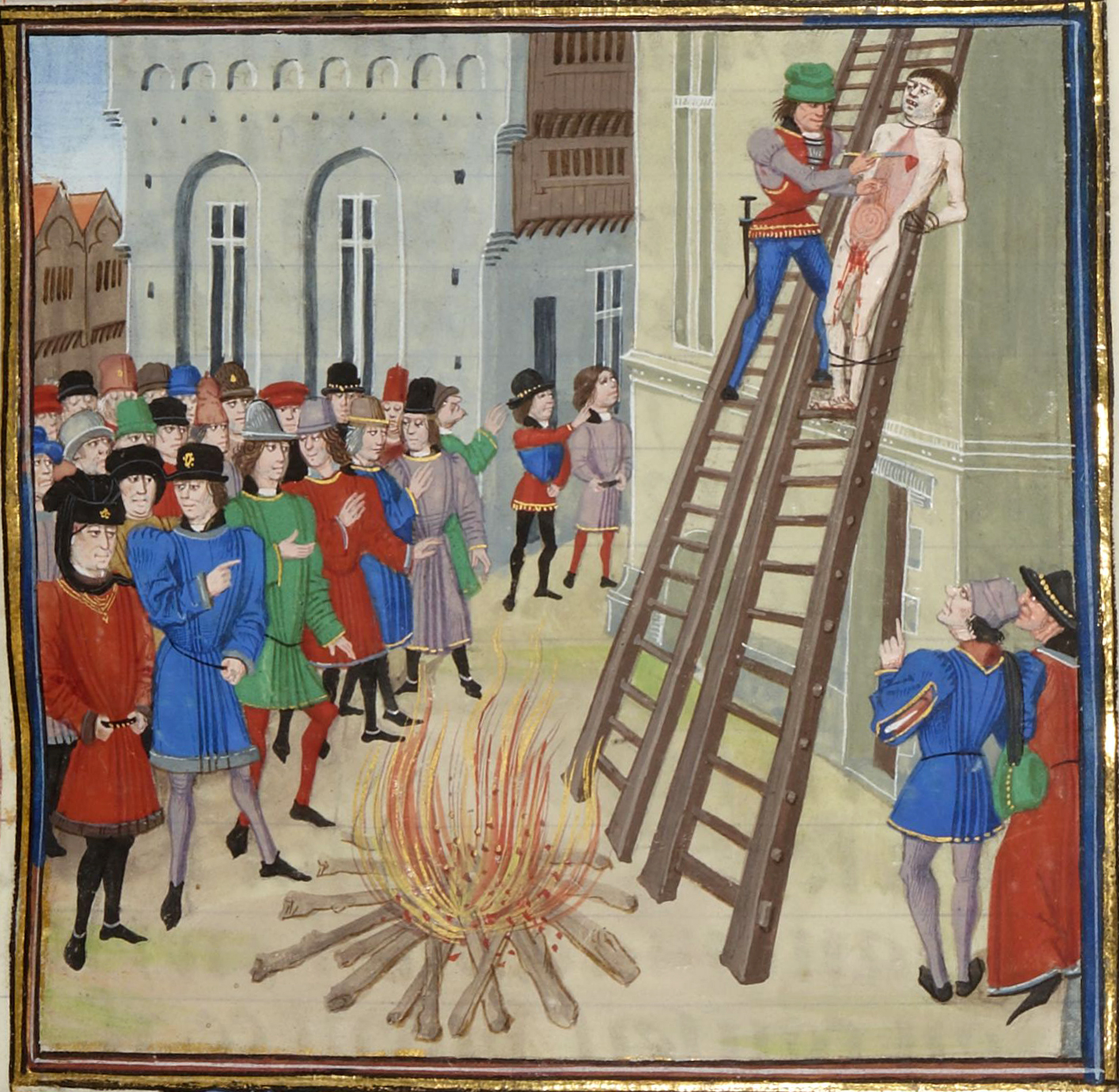
اعدام هیو دسپنسر پسر در سال ۱۳۲۶ میلادی

ایزابلا همسر ادوارد دوم و ملکه انگلستان بود و به هنگام درگیری ادوارد دوم و بارونها تلاش نمود تا آنها را به آرامش دعوت نماید. اما روی کار آمدن دسپنسرها در دهه ۱۳۲۰ میلادی و «رفتارهای ناشایست» هیو دسپنسر جوان سبب خصومت ایزابلا با دسپنسرها شد. در ۱۳۲۵ ایزابلا راهی [[فرانسه شد تا شاید بتواند به نزاعی طولانی مدت بر سر دوک‌نشین گاسکونی پایان دهد. هنگامی که پسرش ادوارد سوم نیز در فرانسه به او ملحق شد، ایزابلا اعلام کرد تا زمانی که دسپنسرها بر سر کار هستند به انگلستان باز نخواهد گشت. ملکه ایزابلا سپس به راجر مورتیمر پیوست و معشوقه او شد.
راجر مورتیمر، ارل اول مارس و دومین بارون مورتیمر ویگمور بود، و از جمله بارون‌های مخالف دسپنسرها بود. در سال ۱۳۲۱ میلادی او و عمویش همراه با دیگر لردهای مارسز وارد درگیری‌ای خونین با دسپنسرها در جنوب ولز شدند. اما هنگامی که دیگر دشمنان ادوارد دوم به کمک آنها نیامدند او و عمویش در ژانویه ۱۳۲۲ خود را تسلیم کرده و در برج لندن زندانی شدند. با این حال راجر مورتیمر توانست در ۱۳۲۳ بگریزد و به فرانسه برود.
در سپتامبر ۱۳۲۶ ایزابلا، راجر مورتیمر و دیگر بارون‌هایی که در تبعید به سر می‌بردند به انگلستان حمله کرده، وارد اسکس شدند و توانستند نیروهای ادوارد دوم و دسپنسرها را شکست دهند. پادشاه و دسپنسرها به سوی غرب به ولز گریختند. هیوی دسپنسر پدر سپس برای دفاع از بریستول به آنجا فرستاده شد اما در برابر نیروهای ایزابلا نتوانست مقاومت کند و خود را در سال ۲۶ اکتبر ۱۳۲۶ تسلیم او کرد. فردای آن روز هیو دسپنسر پدر را پس از محاکمه‌ای مختصر به دار آویختند. یک ماه بعد، هیو دسپنسر پسر را نیز همراه با ادوارد دوم دستگیر نموده و او را نیز همچون پدرش پس از محاکمه اعدام نمودند.

## برکناری و مرگ ادوارد دوم
ادوارد دوم پس از دستگیری زندانی و مجبور به کناره‌گیری از قدرت شد. بدین ترتیب او در ژانویه ۱۳۲۷ از سلطنت کنار رفت و پسر بزرگش ادوارد سوم به عنوان پادشاه جدید انگلستان تاجگذاری نمود. سرانجام ادوارد دوم در سپتامبر ۱۳۲۷ و هنگامی که در قلعه برکلی در گلوسترشر زندانی بود درگذشت، اما این باور عمومی دربین مردم قرون وسطی وجود داشت که وی درآنجا با خشونت، با دسیسه همسرش ایزابلا و راجر مورتیمر (با فرو کردن پوکر داغ به مقعدش) به قتل رسیده.